# Bahnhof Übach-Palenberg
Der Bahnhof Übach-Palenberg ist ein ehemaliger Bahnhof und heutiger Haltepunkt in Übach-Palenberg an der südlichen Spitze des Kreises Heinsberg. Er liegt an der Bahnstrecke Aachen–Mönchengladbach am westlichen Ortsrand von Palenberg in der Nähe der Wurm. Hier halten Wupper-Express und Rhein-Niers-Bahn. Sein Umfeld präsentiert sich heute in der Form, die es während der Neugestaltung und Modernisierung in den 1990er Jahren und 2008 erhielt.

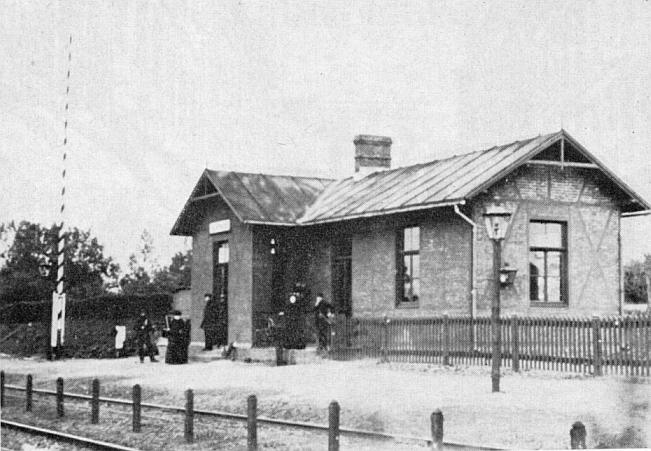
Empfangsgebäude 1912

## Geschichte
Am 11. November 1852 wurde das Teilstück von Herzogenrath nach Rheydt und ein Jahr später die vollständige Bahnlinie Aachen-Düsseldorf von der Aachen-Düsseldorf-Ruhrorter Eisenbahn-Gesellschaft feierlich eröffnet. Zu dieser Zeit hatte Palenberg noch keinen eigenen Bahnhof. Ein genaues Entstehungsjahr des ersten Bahnhofes konnte noch nicht ermittelt werden. In der Statistik des Jahres 1861 ist er noch nicht erwähnt, aber 1881 im Amtsblatt (Sonderzüge anlässlich der Aachener Heiligtumsfahrt) wird Palenberg als Haltepunkt bezeichnet. In dieser Zeit muss ein Bahnhof samt Empfangsgebäude am westlichen Ortsrand von Palenberg entstanden sein. Palenberg war damals nur ein kleiner Weiler und gehörte mit Bersitten zu der Zeit noch eigenständigen Gemeinde Frelenberg. 1912 erhielt dort die Grube Carolus Magnus ein Anschlussgleis und auf dem Gelände des heutigen, in den 1990er Jahren angelegten Park-and-ride-Parkplatzes wurde ein neues Empfangsgebäude aus Holz errichtet. Nachdem 1935 Palenberg und der Bahnhof ein Teil der neuen Gemeinde Übach-Palenberg wurden, wurde ein Jahr später auf der östlichen Seite ein neues Empfangsgebäude errichtet. Dieses Gebäude wurde 2002 erweitert und zu einem Jugend- und Seniorenzentrum umgebaut. Die Umbenennung des Bahnhofs von Palenberg in Übach-Palenberg erfolgte erst mit dem Winterfahrplan 1968.
Mit der Schließung der Grube Carolus Magnus im Jahre 1962 verlor der Bahnhof einen Großteil seiner Bedeutung.
Im Jahre 2000 begannen Arbeiten zur völligen Umgestaltung des Bahnhofsareals. Das Empfangsgebäude wurde zu einem Seniorenzentrum ausgebaut, neue Räumlichkeiten für ein Jugendzentrum entstanden direkt daneben. Seit 2002 treffen sich somit im ehemaligen Bahnhofsgebäude Senioren und Jugendliche, seit 2008 auch als Mehr-Generationen-Haus deklariert.
Im November 2007 wurden die Weichenverbindungen gekappt, das dritte Gleis und das Stellwerk Üf wurden aufgegeben. Der Bahnhof wurde damit zu einem Haltepunkt umgebaut. Diese Umbaumaßnahmen wurden mit dem Anschluss des Streckenabschnitts zwischen Übach-Palenberg und Rheydt Hbf an das elektronische Stellwerk (ESTW) Grevenbroich durchgeführt. 2009 starteten Umbaumaßnahmen, bei denen die Bahnsteige mit barrierefreien Zugängen versehen wurden. Das nicht mehr nutzbare, aber noch vorhandene dritte Gleis wurde im Rahmen dieser Arbeiten abgebaut. Am 16. August 2010 konnten die neugestalteten Bahnsteige ihrer Bestimmung übergeben. Dank großzügiger Park-and-ride-Anlagen auf der West- und Ostseite des Bahnhofs bietet sich eine Kombination von PKW und Bahn oder Fahrrad und Bahn z. B. für Berufspendler an. Außerdem kann man auch gegen Gebühr verschließbare Fahrradunterstellboxen mieten.

## Heutige Nutzung
Der Haltepunkt wird im Personenverkehr von den folgenden Linien angefahren:
| Linie | Linienverlauf | Takt   |
| ----- | --- | ------ |
| RE 4  | Wupper-Express: Aachen Hbf – Aachen Schanz – Aachen West – Herzogenrath – Kohlscheid (einzelne Züge) – Übach-Palenberg – Geilenkirchen – Lindern – Hückelhoven-Baal – Erkelenz – Rheydt Hbf – Mönchengladbach Hbf – Neuss Hbf – Düsseldorf-Bilk – Düsseldorf Hbf – Wuppertal-Vohwinkel – Wuppertal Hbf – Wuppertal-Barmen – Wuppertal-Oberbarmen – Schwelm – Ennepetal (Gevelsberg) – Hagen Hbf – Wetter (Ruhr) – Witten Hbf – Dortmund Hbf Stand: Fahrplanwechsel Dezember 2023 | 60 min |
| RB 33 | Rhein-Niers-Bahn: Zugteil 1: Essen-Steele – Essen Hbf – Essen West – Mülheim (Ruhr) Hbf – Mülheim (Ruhr)-Styrum – Duisburg Hbf – Duisburg-Hochfeld Süd – Rheinhausen Ost – Rheinhausen – Krefeld-Hohenbudberg Chempark – Krefeld-Uerdingen – Krefeld-Linn – Krefeld-Oppum – Krefeld Hbf – Forsthaus – Anrath – Viersen – Mönchengladbach Hbf – Rheydt Hbf – Wickrath – Herrath – Erkelenz – Hückelhoven-Baal – Brachelen – Lindern Zugteil 2: Heinsberg (Rheinl) – Heinsberg Kreishaus – Heinsberg-Oberbruch – Heinsberg-Dremmen – Heinsberg-Porselen – Heinsberg-Horst – Heinsberg-Randerath – Lindern Flügelung bzw. Zusammenführung: Lindern – Geilenkirchen – Übach-Palenberg – Herzogenrath – Kohlscheid – Aachen West – Aachen Schanz – Aachen Hbf Stand: Fahrplanwechsel Juni 2022 | 60 min |

### Buslinien
Die AVV-Buslinien 21, 430, 431, 433, 491 und ÜP1 sowie die Buslinie 723 der Arriva verkehren vom Bahnhofsvorplatz.
| Linie | Betreiber | Verlauf |
| ----- | --------- | --- |
| 21    | ASEAG     | Lintert Friedhof – Burtscheid – Aachen Hbf – Misereor – Elisenbrunnen – Aachen Bushof – Ludwig Forum – Talbot – Haaren – Würselen – Morsbach – Bardenberg – (Pley –) Niederbardenberg – Herzogenrath Bf – Ritzerfeld – Merkstein – Boscheln – Holthausen – Übach – Palenberg – Palenberg Bf |
| 430   | west      | Herzogenrath Bf – Ritzerfeld – Merkstein – Boscheln – Übach – Palenberg – Palenberg Bf |
| 431   | west      | Geilenkirchen Bf – Frelenberg – Zweibrüggen – Marienberg – Palenberg Bf – Palenberg – Übach – Boscheln – Baesweiler |
| 433   | west      | Palenberg Bf – Palenberg – Übach – Boscheln – Alsdorf-Annapark |
| 491   | west      | Geilenkirchen Bf – (Bauchem – Nierstraß –) Teveren – Grotenrath – Scherpenseel – (Siepenbusch – Windhausen –) Marienberg – Palenberg Bf (– Palenberg – Übach) |
| ÜP1   | west      | Frelenberg – Palenberg Bf – Palenberg – Übach – Boscheln |
| 723   | Arriva    | Landgraaf Monto Verde – Eygelshoven – Ubach over Worms – Rimburg (NL) – Palenberg Bf (D) (kein AVV-Tarif) |